# 4-Фторамфетамин

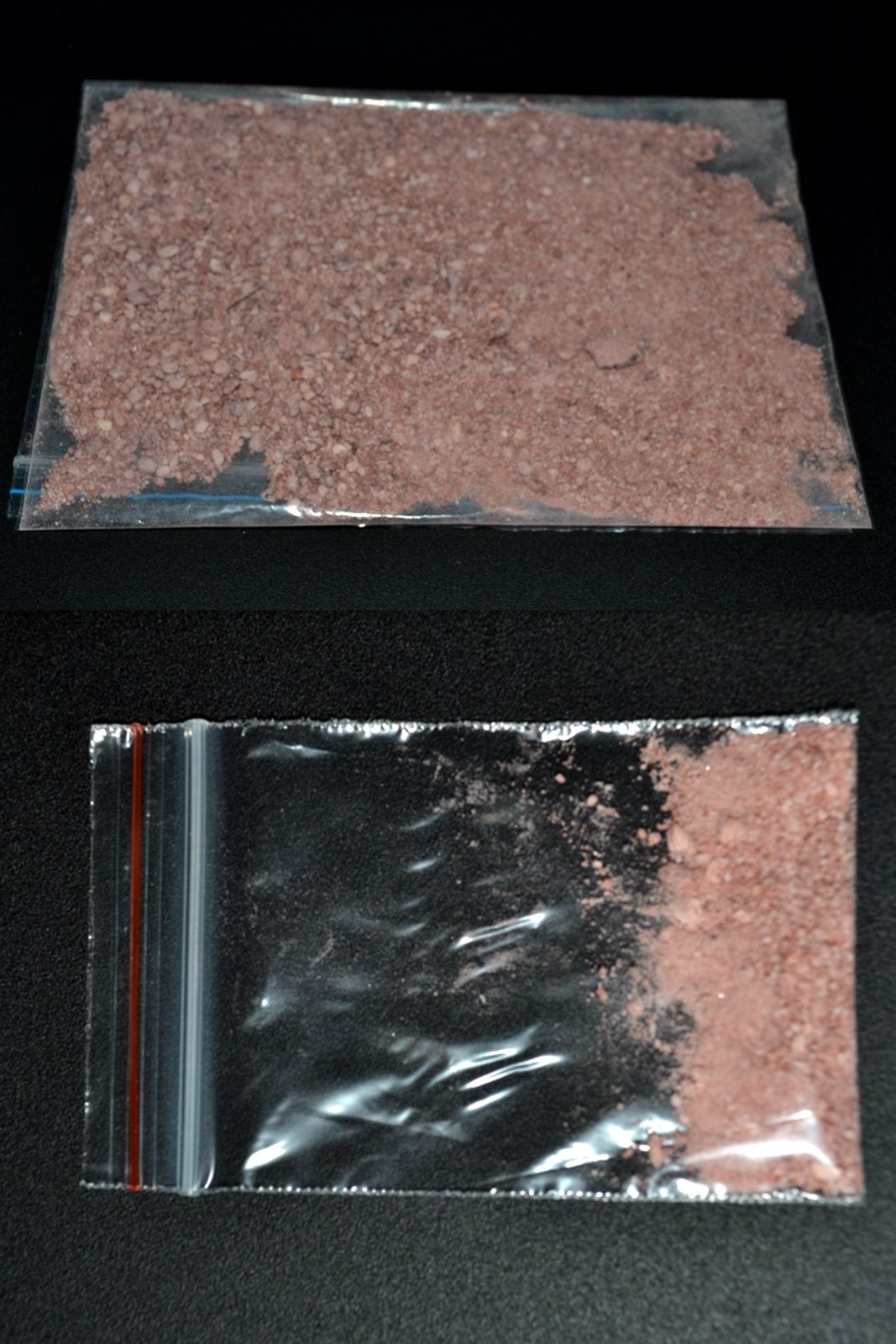
Грязный (розовый вследствие окисления) 4-фторамфетамин

4-Фторамфетамин (4-FA; «Flux»; парафторамфетамин; Флюкс), также известный как 4-фторфениламинопропан — психоактивное вещество. Является агонистом как дофаминовых, так и серотониновых рецепторов. Оказывает стимулирующее воздействие, сходное с амфетамином и релаксирующее, сходное с 4-метиламфетамином, с психоделическими эффектами и более выраженной эйфорией. 4-фторамфетамин является относительно редким на нелегальном рынке, так как в производстве требуется 4-замещенный прекурсор (для амфетамина обычный незамещенный, он намного дешевле), а выходы по реакциям его синтеза меньше, чем у классического амфетамина.

## Правовой статус
В Литве внесен в список в июле 2009 года. На территории России запрещён с июля 2011 года как производное амфетамина.

## Эффекты
Субъективные эффекты зависят от дозы и включают значительную эйфорию, повышение активности и бодрости, снижение утомляемости, приподнятое настроение, увеличение способности концентрировать внимание, понижение аппетита и снижение потребности во сне. По сравнению с амфетамином период действия короче: после перорального употребления эффект наступает через 40-50 минут и продолжается от 4 до 10 часов (в зависимости от дозы).

## Дозировка
Дозировка варьируется пользователями в зависимости от необходимого эффекта. Обычная дозировка составляет 75—150 мг.